# Военная история

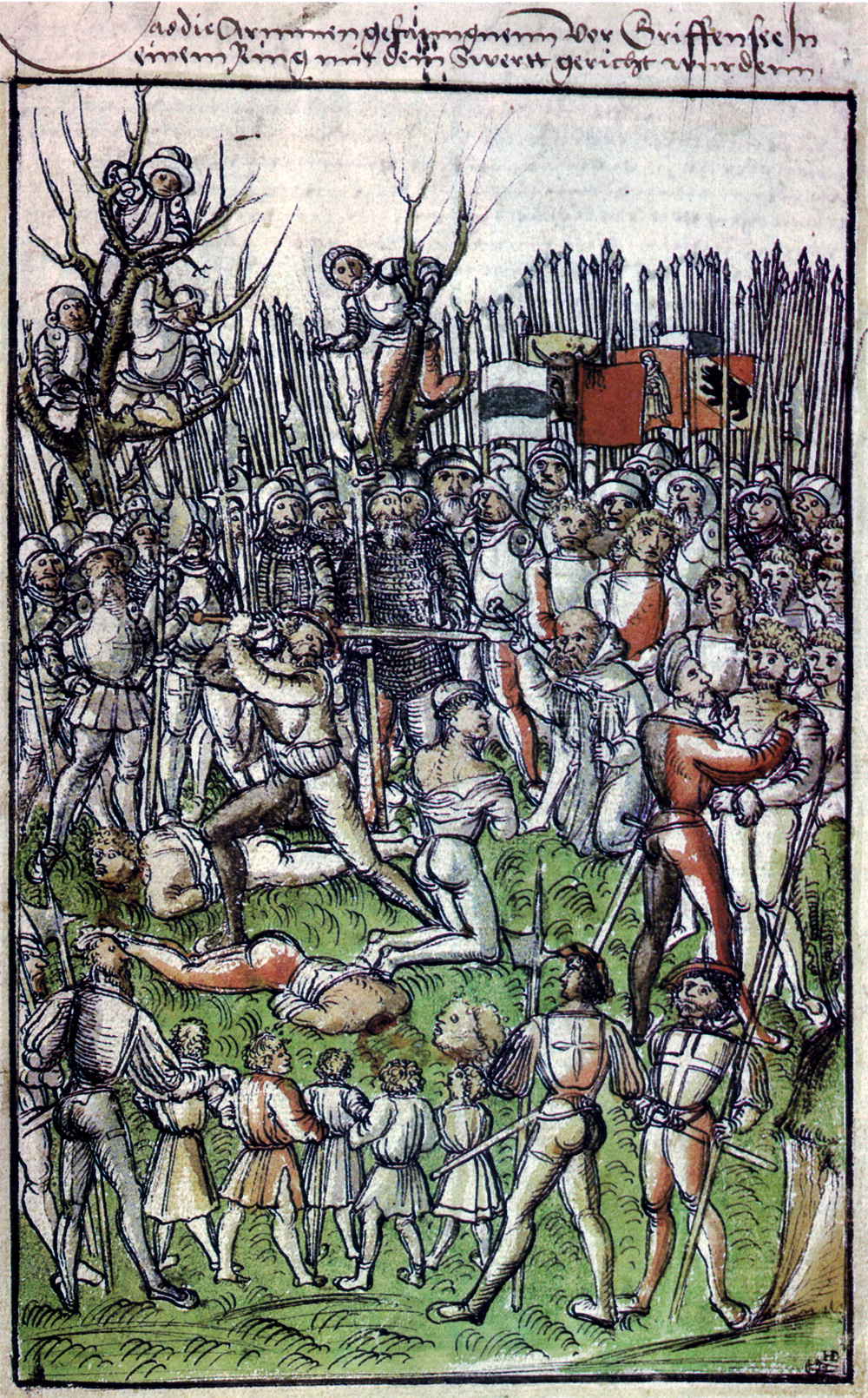
Казнь гарнизона Грайфензее армией лесных кантонов в 1444 году (Старая Цюрихская война).

Вое́нная исто́рия — история военного дела и войн, которые велись известным народом или государством или происходивших в какую-нибудь определённую историческую эпоху; также — история какой-либо одной войны или даже отдельной кампании.
Следует отличать военную историю от истории военного искусства, которое развивается как в военное, так и в мирное время и имеет предметом военные учреждения и приёмы того или другого народа или государства.
Военная история — наука о происхождении, строительстве и действиях вооружённых сил (воинских формирований) государств (народов) мира, составная часть военной науки.

## Основные сведения
Изложение военной истории не сводится к простому повествованию о военных событиях (действиях), но должно также давать оценку политическим обстоятельствам, вызвавшим войну и влиявшим на её ход. Как часть военной науки, она должна представить точную картину театра войны и состояние вооружённых сил враждующих сторон, насколько это имело влияние на ход действий; она должна исследовать те мысли, которыми руководились распорядители военных операций, равно как обстоятельства, которые можно считать причиной успеха или неудачи; наконец, военная история обязана дать войне критическое освещение и путём этой критики выводить основы военного искусства.
Все эти задачи не легко исполнимы. В интересах воюющих — держать свои планы, расположение своих войск и т. п. в тайне, как перед открытием военных действий, так и во время их. И после окончания войны по причинам весьма разнообразного свойства правители и полководцы часто не желают снимать завесу со многих обстоятельств, существенно важных. Официальные бюллетени и реляции часто являются настолько фантастичными, что требуется крайне внимательное сопоставление их с другими свидетельствами и документами, чтобы восстановить действительный ход событий. Сочинений по всеобщей военной истории очень немного; но зато сочинениями об отдельных войнах и кампаниях литература весьма богата. Важным материалом для изучения военной истории служат мемуары, корреспонденции, равно как и разрабатываемые в последнее время истории полков.

## Состав
- История военного искусства;
  - История войн;
  - История боёв, операций (кампаний), сражений, битв;
- Отечественная военная история;
  - История войн;
  - История военачальников;
  - История формирований;
- Зарубежная военная история.
  - История войн;
  - История военачальников;
  - История формирований.
- Военно-морская история